# Helgi Hundingsbane

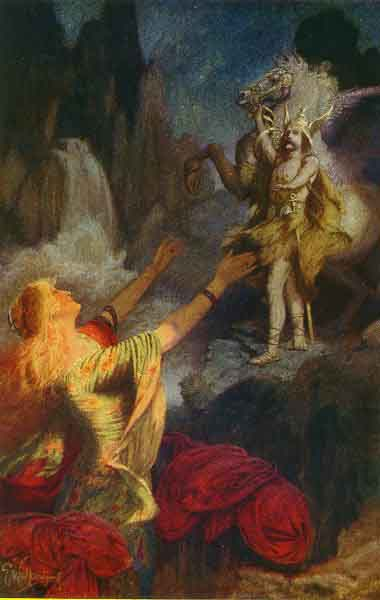
Helgi retorna à Valhala

Helgi Hundingsbane é um herói das sagas nórdicas que aparece na Saga dos Volsungos e no Edda em verso, nos poemas Helgakviða Hundingsbana I e Helgakviða Hundingsbana II. O Edda em verso relata que Helgi e sua companheira Sigrún eram Helgi Hjörvarðsson e Sváva da reencarnação de Helgakviða Hjörvarðssonar. Eles renascem novamente como Helgi Haddingjaskati e Kára, cujas histórias são mantidas como parte de Hrómundar saga Gripssonar.

## Encontro com a valquíria
Helgi aparenta ser o filho de Sigmundo e Borgilda, e já aos quinze anos ele vinga seu pai ao matar Hundingo, o rei dos Saxões. Certa vez, ele é abordado por uma valquíria chamada Sigrún, que conhece sua fama. Ela o abraça e beija, e ele se apaixona imediatamente pela moça.

## Batalha
Entretanto, o rei Högne de Gotalândia Oriental já havia prometido sua filha Sigrún a Hothbrodd, filho do rei Granmar de Sudermânia. Helgi agrupa um bando em Brandey e se dirige ao reino de Granmar. Numa grande batalha, Helgi e seu irmão Sinfjötli lutam com Högne, seu filho Dag, Granmar e todos os seus filhos: Hothbrodd, Starkad e Gudmund. Todos morrem exceto Helgi, Sinfjötli e Dag, que jura lealdade a Helgi.

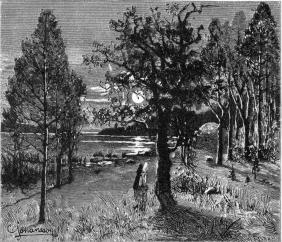
Sigrún espera por Heigi

## Morte
Sigrún e Helgi se casam e têm vários filhos. Dag se atormenta pelo fato de sua honra depender da vingança de seu pai. De alguma forma Odim empresta sua lança ao jovem, que a usa para matar Helgi. Ao pedir desculpas à Sigrún, ela o amaldiçoa. Sigrún enterra Helgi, mas a alma de seu marido já estava na Valhala, onde Odim o corteja.
Certa noite alguém percebe que Helgi está vivo, próximo a seu túmulo, e Sigrún vai ao seu encontro. Eles passam a noite juntos, mas ao amanhecer ele retorna à Valhala. Sigrún retorna para casa e passa o resto de sua vida esperando em vão por mais um retorno do amado.